# تعليم فردي
التعليم الفردي هو طريقة تعليم يستند المحتوى والتكنولوجيا التعليمية (مثل المواد) ووتيرة التعلم فيها إلى قدرات واهتمامات كل متعلم فرد. التعليم الجماعي هو عكس التعليم الفردي، وهو عبارة عن طريقة يكون فيها المحتوى والمواد التعليمية ووتيرة التعلم هي نفسها لجميع الطلاب في الفصل الدراسي أو الدورة الدراسية. التعليم الفردي لا يتطلب نسبة طالب/معلم واحد إلى واحد.
بدأ التعليم الجماعي أثناء الثورة الفرنسية والثورة الصناعية، حيث كان يُعتبر بعض المواطنين متساوين وكانت هناك حاجة إلى أعداد كبيرة من العمالة لإنتاج السلع على نطاق واسع. وكانت الفكرة تتمثل في تعليم مجموعات من الطلاب نفس المهارات في نفس الوقت في فصل دراسي، بدلاً من توفير مدرسين لديهم خلفية عن المهارات السابقة للطلاب كما جرى الحال على مدى قرون. وعملت هذه الطريقة على خفض التكاليف وتقليل الوقت، وهما من العناصر المهمة في هذه الحقبة.
وقد خلصت شركة إديوكيشنال ريسيرش أسوشيتس (Educational Research Associates) إلى أن الاعتماد بشكل أكبر على المواد التعليمية المصممة جيدًا - سواء كانت صوتية أو فيديو أو متعددة الوسائط أو التعليم بمساعدة الحاسوب (CAI) أو مجرد كتاب نصي جيد - قد يكون فعالاً مثل طريقة المحاضرة التقليدية. الأهم من ذلك، قد تتيح لبعض المدرسين التركيز على احتياجات ومشاكل محددة لكل طالب من الطلاب. ومع ذلك، عادة ما تتجاهل هذه الطريقة احتياجات الشباب ذوي الصعوبات التعليمية والذين يواجهون تحديات أخرى.
بهذه الطريقة، فإن التعليم الفردي هو مثل التعليم المباشر، الذي يعتمد بشكل أكبر على المواد التعليمية التي تم إعدادها بعناية والتسلسلات التعليمية المعدة صراحة. ولكن في حين أن التعليم المباشر يكون منظمًا بشكل صارم للاستخدام مع الأطفال في المدرسة الابتدائية، فإن التعليم الفردي يوصى به فقط للطلاب في سن المدرسة الإعدادية على الأقل، ويفترض أن يتمتع هؤلاء الطلاب بقدر أكبر من الانضباط الذاتي ليكونوا قادرين على الدراسة بصورة أكثر استقلالية. وبالتالي، فإن التعليم الفردي لديه نقاط اتصال مع حركة البنائية في التعليم، التي بدأها عالم الأحياء السويسري جان بياجيه، التي تقول إن الطالب يجب أن يبني تعلمه ومعرفته. ومع ذلك يفترض التعليم الفردي أن معظم الطلاب في سن المدرسة الثانوية لا يزالون يفتقدون إلى المعرفة والمهارات الأساسية لإدارة معظم المناهج الدراسية الخاصة بهم، التي يجب أن تكون موجهة على الأقل بشكل جزئي من قِبل المدارس والمدرسين.
في بيئة الفصول الدراسية التقليدية، يكون الوقت (في شكل حجرات دراسية وفصول دراسية وأعوام دراسية، وما إلى ذلك) ثابتًا، بينما يكون الإنجاز (في شكل الدرجات واستيعاب الطلاب) متغيرًا.
وفي بيئة التعليم الفردي السليمة، حيث يدرس الطلاب ويحرزون تقدمًا بشكل أكثر استقلالية، يصبح الإنجاز أكثر اتساقًا ويكون الوقت اللازم لتحقيق هذا المستوى من الإنجاز أكثر تغيرًا.
وعند تطبيقه وفقًا لتوصيات شركة إديوكيشنال ريسيرش أسوشيتس، أثبت التعليم الفردي قدرته على تحسين إنجاز الطالب بشكل كبير حتى مع تقليل التكلفة بشكل كبير. (وزارة التربية والتعليم في ولاية أوريغون، 1976). ولكن في السنوات الأخيرة، أثبتت فوائد التعليم الاجتماعي في بيئات جماعية تعاونية من خلال التعليم القائم على مكان والقائم على مشروع نفس القدر من الفاعلية.
ومجيء التعليم القائم على الكمبيوتر والإنترنت يبشر بزيادة هائلة في استخدام منهحية التعليم الفردي.

## المصدر
- Educational Research Associates, originators of individualized instruction methodology. The initial content for this article was provided by Educational Research Associates, Portland OR.
- La dimensión relegada de la equidad - Luis Osin